# Ezio (Metastasio)
Ezio ist ein Opern-Libretto in drei Akten von Pietro Metastasio. Erstmals aufgeführt wurde es als Oper in der Vertonung von Nicola Porpora am 21. November 1728 in Venedig. Insgesamt gibt es ungefähr 50 Vertonungen, unter denen diejenigen von Georg Friedrich Händel und Christoph Willibald Gluck am bekanntesten sind.
Eine deutsche Übersetzung des Librettos von Johann Anton Koch erschien 1769 unter dem Namen Aetius im zweiten Band seiner unvollendet gebliebenen Gesamtausgabe Des Herrn Abt Peter Metastasio Kayserl. Königl. Hofpoetens Dramatische Gedichte.

## Handlung
Die Oper handelt vom römischen Heermeister Flavius Aëtius, der hier italienisch Ezio genannt wird. Dieser hatte im Jahr 451 in der Schlacht auf den Katalaunischen Feldern die Hunnen unter ihrem Anführer Attila geschlagen. Nach seiner Rückkehr in Rom erkennt er im weströmischen Kaiser Valentinian III. (Valentiniano) einen Rivalen um seine Verlobte Fulvia. Der Patrizier und kaiserliche Vertraute Petronius Maximus (Massimo) organisiert ein Attentat auf Valentiniano und sorgt nach dessen Scheitern dafür, dass der Verdacht auf Ezio fällt. Valentiniano will Ezio töten lassen. Der Mord wird jedoch nicht ausgeführt. Bei einem folgenden Volksaufstand rettet Ezio Valentiniano. Die beiden versöhnen sich, und Ezio kann Fulvia heiraten.

„Als Aetius, ein vornehmer Heerführer der kaiserl. Waffen unter Valentinian dem Dritten, nach dem berühmten Sieg, aus den Cattalaunischen Feldern, wo er mit seinen Römern den Attila König der Hunnen geschlagen, und in die Flucht gejagt hatte, zurück gekehret war; so würde er vor dem argwohnischen Kaiser ungerechter Weise der Untreue beschuldiget, und von demselben zum Tode verurtheilet.
Der Urheber des Betrugs wider den unschuldigen Aetius war Maximus, ein römischer Patritius, welcher, aus der Ursache, weil ihn Valentinian durch eine unehrbare Zumuthung, die er seiner Gemahlinn gethan, beleidiget hatte, einen Beystand, sich an dem verhaßten Kaiser mit dessen Tod zu rächen, von dem erwehnten Heerführer, jedoch vergeblich, gesuchet hatte, wobey er indessen allezeit seine Rachbegirde auf das sorgfältigste geheim gehalten. Nachdeme er aber erkannte, daß die Treue des Aetius seinem Vorhaben die größte Hinderniß sey; so gab er denselben vor schuldig aus, und suchte dessen Tod auszuwirken, wobey er die Absicht hatte, das Volk nachmals, gleichwie es geschehen ist, wider den Valentinian aufzuwickeln, indem er denselben einer Undankbar- und Ungerechtigkeit beschuldigte, wozu er ihn doch selbst verleitet, und bewegt hatte. Alles dieses ist aus den Geschichten genommen, das übrige aber nach Wahrscheinlichkeit erdichtet. Sigon. de occident. Imper. Prosper. Aquitan Chron &c.
Der Schauplatz ist in Rom.“

Die folgende Inhaltsangabe basiert auf dem Libretto der Vertonung von Josef Mysliveček (1777).

### Erster Akt
Ein Teil des römischen Marktplatzes mit dem Kaiserthron auf einer Seite
Blick auf die Stadt Rom mit Siegesbögen und anderen Ausstattungsgegenständen für die traditionelle Zehnjahresfeier und die Rückkehr Ezios nach seinem Sieg über Attila.
Kaiser Valentiniano möchte Fulvia, die Tochter seines Vertrauten Massimo zur Frau nehmen. Obwohl diese noch nicht zugestimmt hat, macht Massimo ihm Hoffnung. Insgeheim jedoch sinnt er auf Rache, da der Kaiser in der Vergangenheit die Ehre seiner Frau beschädigt hatte. Nach der Ankunft Ezios übergibt ihm Valentiniano als Lohn die von ihm eroberten Gebiete. Als er jedoch auch seine Geliebte Fulvia sehen möchte, erfährt er von der Werbung des Kaisers. Massimo rät ihm, Valentiniano zu stürzen. Die Unterstützung des Volkes sei ihm sicher. Für Ezio kommt ein solcher Schritt jedoch nicht in Frage. Er möchte Valentiniano lieber im freundschaftlichen Gespräch überzeugen. Massimo beruhigt seine Tochter damit, dass ihre geplante Hochzeit  mit dem Kaiser zu seinem Racheplan gehöre. Sie ist entsetzt. Sein Vertrauter Emilio soll Valentiniano schon in der folgenden Nacht töten. Im Falle eines Fehlschlags soll Ezio die Schuld zugewiesen werden.
Kaiserliche Gemächer mit historischen Gemälden
Valentinianos Schwester Onoria ist in Ezio verliebt. Sie fragt den Prätorianerpräfekten Varo danach, wie Ezio seinen neuen Ruhm aufgenommen hat.
Valentiniano teilt Massimo mit, dass er Ezio mit Onoria verheiraten möchte, um ihn für seinen erfolgreichen Feldzug zu belohnen und sich seiner Treue zu versichern. Massimo bestärkt ihn darin. Nachdem Massimo gegangen ist, kommt Ezio. Valentiniano bietet ihm die Hand Onorias an. Ezio lehnt mit der Begründung ab, dass er bereits eine andere Frau liebe. Um Valentiniano nicht gegen Fulvia aufzubringen, verschweigt er jedoch ihre Gegenliebe. Valentiniano hält ihn hin. Er will erst später darüber entscheiden.
Ezio erzählt Fulvia von dem erfolglosen Gespräch mit dem Kaiser. Als Onoria ihnen berichtet, dass die Hochzeit schon am nächsten Tag stattfinden soll, wird Ezio wütend auf Valentiniano. Fulvia jedoch will Ezio unter allen Umständen die Treue halten.

### Zweiter Akt
Gärten des Palatin bei den Zimmern des kaiserlichen Palasts mit Gängen, blumengeschmückten Blätterdächern und Springbrunnen
Im Hintergrund Wasserfälle, vorne Grotten und Statuen.
Fulvia hat vom Attentat auf den Kaiser erfahren und beschuldigt ihren Vater Massimo der Urheberschaft. Valentiniano jedoch hat den Mordversuch überlebt. Der Attentäter konnte fliehen. Auf Massimo ist kein Verdacht gefallen, und Valentiniano hält Ezio für den Urheber. Massimo versichert ihm, dass er ihn schützen werde. Fulvia gegenüber rechtfertigt er sich damit, dass Ezios Untergang zu seinem eigenen Schutz und für seinen Racheplan notwendig sei. Auch Ezio hat von dem Attentat gehört und kommt nun, um den Kaiser zu schützen. Als Fulvia ihn warnt, dass er selbst beschuldigt wird, glaubt Ezio ihr nicht. Für eine Flucht ist es jedoch zu spät, denn Varo kommt bereits, um ihn festzunehmen. Fulvia bittet Varo um Hilfe, aber der rät ihr lediglich, Valentiniano zu heiraten, um seinen Zorn zu besänftigen. Fulvia entschließt sich widerstrebend, ihm wenigstens scheinbar nachzugeben.
Laubengänge mit Statuen, Spiegeln und Sesseln; durch ein Tor ist die Stadt zu sehen
Onoria sagt Massimo, dass sie Ezio nicht für einen Verräter hält. Valentiniano will sie jetzt mit Attila verheiraten, der soeben ein entsprechendes Gesuch eingereicht hat. Bevor sie sich entscheidet, verlangt sie von ihrem Bruder, zuerst mit Ezio zu sprechen und die Hintergründe des Attentats aufzuklären. Während Valentiniano Ezio holen lässt, warnt Massimo ihn vor Attila, der möglicherweise mit Ezio verbündet ist. Fulvia kommt hinzu und heuchelt Valentiniano ihre Liebe vor. Gleichzeitig erinnert sie ihn an Ezios Beliebtheit beim Volk. Eine Verurteilung könne daher zu Aufständen führen. Wenn Ezio tatsächlich unschuldig ist, wäre außerdem der echte Verräter noch frei. Valentiniano fordert sie auf, während der Befragung Ezios an seiner Seite zu sitzen, um sich an ihre zukünftige Rolle als Königin zu gewöhnen.
Ezio wird nun vorgeführt. Valentiniano informiert ihn darüber, dass Fulvia jetzt seine Braut ist. Ezio gelingt es nicht, sich vernünftig zu verteidigen. Stattdessen wirft er Valentiniano Neid und Tyrannei vor. Valentiniano fordert Fulvia auf, ihre Liebe zu ihm zu bestätigen. Das tut sie zwar zunächst, kann es aber nicht lange durchhalten und bekennt schließlich ihre Liebe zu Ezio. Valentiniano lässt Ezio in den Kerker werfen.

### Dritter Akt
Vorhof des Kerkers mit eisernen Toren, die zu verschiedenen bewachten Zellen führen
Bevor Ezio in die Zelle geführt wird, begegnet er Onoria. Sie teilt ihm mit, dass der Kaiser ihm verzeihen will, wenn er gestehe. Dazu ist Ezio nicht bereit. Lieber will er in den Tod gehen. Auch als sie ihn bittet, ihr zuliebe nachzugeben und ihm ihre Liebe gesteht, bleibt er standhaft. Valentiniano kommt hinzu. Onoria überredet ihn, Ezio durch Güte zu einer Aussage zu bewegen, indem er ihm Fulvia abtrete. Sie selbst sei ebenfalls bereit, auf ihre Liebe zu Ezio zu verzichten.
Heimlich befiehlt Valentiniano Varo, Ezio zu töten, sofern er nach dem Gespräch nicht gemeinsam mit ihm herauskommt. Während er Ezio holen lässt, kommt Massimo und drängt Valentiniano, die Hinrichtung zu beschleunigen. Ezio wird nun herbeigeführt. Auch Fulvia kommt hinzu. Valentiniano bietet sie ihm als Braut an, wenn er jetzt gestehe. Ezio jedoch lehnt dies weiterhin ab. Daraufhin erklärt Valentiniano, nun an seine Unschuld zu glauben, und lässt seine Fesseln lösen. Ezio ist überrascht von dieser Großmütigkeit und verlässt den Hof. Fulvia dankt Valentiniano, aber Massimo macht ihm Vorwürfe. Da kommt Varo und berichtet, dass er den Befehl ausgeführt habe und Ezio tot sei.
Onoria bringt die Nachricht, dass Ezio unschuldig ist. Emilio hat gestanden und alles aufgedeckt. Der Anstifter sei mit dem Kaiser befreundet und von ihm in einer Liebesangelegenheit beleidigt worden. Onoria ist entsetzt, als Fulvia ihr mitteilt, das Ezio bereits tot ist. Als Valentiniano sie fragt, welcher seiner anwesenden Freunde der Täter sein könnte, erinnert sie ihn an die Geschichte mit Massimos Frau. Valentiniano will Massimo festnehmen lassen. Fulvia unterbricht ihn jedoch und nimmt die Schuld auf sich, um ihren Vater zu retten. Sie selbst habe Emilio den Mordbefehl gegeben. Massimo erklärt sich als Vater für das Verbrechen seiner Tochter verantwortlich. Valentiniano ist verwirrt.
Das alte Kapitol mit dem Volk
Massimo wiegelt das Volk gegen den Kaiser auf, der aus Neid den römischen Befreier Ezio getötet habe. Varo versucht vergeblich, ihn zu besänftigen. Während die kaiserliche Wache mit den Aufrührern kämpft, gerät Valentiniano in Gefahr und ruft Massimo um Hilfe an. Dieser will ihn töten, wird jedoch von Fulvia daran gehindert. Ezio und Varo kommen hinzu und retten Valentiniano. Onoria ist überrascht, dass Ezio noch lebt. Varo erklärt, dass er seinen Tod lediglich vorgegeben habe. Valentiniano bedankt sich reumütig bei Ezio und überlässt ihm endgültig Fulvia. Onoria solle dagegen Attila heiraten. Sie erklärt sich damit einverstanden. Als Ezio um Vergebung für Varo und um das Leben Massimos bittet, gewährt Valentiniano ihm beides. Zum Abschluss der Oper besingen alle gemeinsam den endlich zurückgekehrten Frieden.

## Geschichte
Die historischen Grundlagen für die Handlung finden sich im dritten Buch der Kriegsgeschichte (Bella) von Prokop und in der Nummer 1373 der Weltchronik Epitoma chronicorum des Prosper Tiro von Aquitanien. Eine jüngere Vorlage fand Metastasio im dreizehnten Buch von Carlo Sigonios Historiarum de occidentali imperio libri viginti aus dem Jahr 1579. Außerdem gibt es Parallelen zu Thomas Corneilles Maximian von 1662.
Die bekanntesten Vertonungen des Librettos stammen von Georg Friedrich Händel (→ Ezio (Händel)) und Christoph Willibald Gluck. Von Johann Adolph Hasse stammen zwei unterschiedliche Fassungen von 1730 und 1755 (→ Ezio (Hasse)). Niccolò Jommelli nutzte das Libretto für seine erste Metastasio-Oper. Er schuf insgesamt vier Fassungen. Für die Vertonung von Antonio Sacchini wurde der zweite Akt angepasst, um ein Quartett darin unterbringen zu können. Diese Änderung fand Metastasios ausdrückliche Zustimmung.

## Vertonungen
Folgende Komponisten legten dieses Libretto einer Oper zugrunde:
| Komponist                                  | Uraufführung                                               | Aufführungsort     | Anmerkungen |  |
| ------------------------------------------ | ---------------------------------------------------------- | ------------------ | --- |  |
| Nicola Antonio Porpora                     | 21. November 1728, Teatro San Giovanni Crisostomo          | Venedig            | |  |
| Pietro Auletta                             | 26. Dezember 1728, Teatro delle Dame                       | Rom                | |  |
| Luca Antonio Predieri                      | 26. Dezember 1729, Teatro Regio Ducale                     | Mailand            | auch zu Karneval 1731 im Teatro Falcone in Genua |  |
| Giovanni Battista Mastini                  | Karneval 1730                                              | Macerata           | |  |
| Johann Adolph Hasse → Ezio (Hasse)         | Herbst 1730, Teatro San Bartolomeo                         | Neapel             | erste Fassung; mit Intermezzi Lucilla e Pandolfo |  |
| Riccardo Broschi                           | Karneval 1731, Teatro Regio                                | Turin              | |  |
| Georg Friedrich Händel → Ezio (Händel)     | 15. Januar 1732, King’s Theatre am Haymarket               | London             | |  |
| Giovanni Battista Lampugnani               | 16. November 1737, Teatro Sant’Angelo                      | Venedig            | revidiert 1738 im Teatro Ducale in Piacenza; am 2. Mai 1743 im Teatro San Samuele in Venedig; am 2. Januar 1745 im Teatro Regio Ducale Nuovo in Mantua; Karneval 1748 im Teatro Regio in Turin             |  |
| anonym                                     | Karneval 1740, Teatro Molza                                | Modena             | |  |
| Niccolò Jommelli                           | 29. April 1741, Teatro Malvezzi                            | Bologna            | erste Fassung |  |
| Domenico Sarro                             | 4. November 1741, Teatro San Carlo                         | Neapel             | |  |
| „Signor Contini“, vermutlich Ignazio Conti | 26. Juli 1742, Kammergarten Schönbrunn                     | Wien               | |  |
| Giuseppe Scarlatti                         | Herbst 1744, Teatro                                        | Lucca              | auch am 23. Mai 1754 im Teatro San Samuele in Venedig und im Herbst 1762 in Lucca. |  |
| Giovanni Battista Pescetti                 | 28. Januar 1747, Teatro San Giovanni Crisostomo            | Venedig            | auch am 26. Dezember 1758 im Teatro San Benedetto in Venedig |  |
| Niccolò Jommelli                           | 4. November 1748, Teatro San Carlo                         | Neapel             | zweite Fassung; auch zu Karneval 1749 im Teatro de’ Nobili in Perugia |  |
| Andrea Bernasconi                          | 1749, Schlosstheater Schönbrunn                            | Wien               | |  |
| Giuseppe Bonno                             | nicht aufgeführt (komponiert 1749)                         |                    | |  |
| anonym (Pasticcio)                         | 1750                                                       | Hamburg            | |  |
| Christoph Willibald Gluck                  | Frühjahr 1750, Nuovo Teatro                                | Prag               | erste Fassung |  |
| Davide Perez                               | 26. Dezember 1750, Teatro Regio Ducale                     | Mailand            | auch zu Karneval 1756 im Teatro Omodeo in Pavia |  |
| Antonio Ferrandini                         | 10. Juli 1752, Teatro Comunale                             | Senigallia         | |  |
| Tommaso Traetta                            | 1754?, Teatro delle Dame                                   | Rom                | Uraufführung vielleicht erst 1757 am selben Ort; auch 1765 im Teatro Nuovo in Padua; um den 5. Mai 1767 im Teatro de la Santa Cruz in Barcelona; zu Karneval 1775 im Teatro Regio Ducale Vecchio in Mantua |  |
| Nicola Conforto                            | 29. April 1754, Teatro della Fiera                         | Reggio nell’Emilia | |  |
| Girolamo Cordella                          | Karneval 1755, Teatro San Sebastiano                       | Livorno            | |  |
| Johann Adolph Hasse → Ezio (Hasse)         | 20. Januar 1755, Hoftheater                                | Dresden            | zweite Fassung; Libretto bearbeitet von Giovanni Ambrogio Migliavacca; auch 1774 und 1785 in Kassel |  |
| Carl Heinrich Graun                        | 16. März 1755, Königliche Hofoper                          | Berlin             | |  |
| Baldassare Galuppi                         | 22. Januar 1757, Teatro Regio Ducale                       | Mailand            | |  |
| Niccolò Jommelli                           | 11. Februar 1758, Herzogliches Theater                     | Stuttgart          | dritte Fassung |  |
| Gaetano Latilla                            | 10. Juli 1758, Teatro San Carlo                            | Neapel             | |  |
| Florian Leopold Gassmann                   | 18. Januar 1761, Teatro della Pergola                      | Florenz            | auch zu Karneval 1770 im Teatro delle Dame in Rom |  |
| Giovanni Marco Rutini                      | 30. Januar 1763, Teatro della Pergola                      | Florenz            | auch im April 1764 im Teatro San Sebastiano in Livorno |  |
| Christoph Willibald Gluck                  | 26. Dezember 1763, „Teatro Privilegiato vicino alla Corte“ | Wien               | zweite Fassung |  |
| Johann Gottfried Schwanberger              | Wintermesse 1763, Hoftheater                               | Braunschweig       | |  |
| Ferdinando Bertoni                         | Januar 1767, Teatro San Benedetto                          | Venedig            | auch zu Karneval 1772 im Teatro Filarmonico in Verona und im Herbst 1777 im Teatro Pubblico in Lucca |  |
| Felice Alessandri                          | Karneval 1767, Teatro Filarmonico                          | Verona             | auch am 1. Februar 1782 im Teatro alla Scala in Mailand, im Herbst 1782 im Teatro Pubblico in Lucca und am 28. Oktober 1783 im Teatro della Pergola in Florenz                                             |  |
| Gian Francesco de Majo (Pasticcio)         | Karneval 1769, Teatro San Benedetto                        | Venedig            | mit Musik von Johann Christian Bach, D. Pescetti und M. Vento |  |
| Girolamo Mango                             | 1770, Hof von Raymund Anton von Strasoldo                  | Eichstätt          | |  |
| Pietro Alessandro Guglielmi                | 13. Januar 1770, King’s Theatre am Haymarket               | London             | in den folgenden Jahren auch in mehreren italienischen Städten |  |
| Niccolò Jommelli                           | Juli 1771                                                  | Neapel             | vierte Fassung; am 20. April 1772 überarbeitet von João Cordeiro da Silva im Palazzo Ajuda in Lissabon |  |
| Antonio Sacchini                           | 4. November 1771, Teatro San Carlo                         | Neapel             | Libretto bearbeitet von Saverio Mattei |  |
| anonym                                     | 26. Dezember 1771, Teatro della Pergola                    | Florenz            | |  |
| Ignazio Platania                           | Karneval 1772, Teatro di Corte                             | Modena             | |  |
| Giuseppe Gazzaniga                         | Februar 1772, Teatro San Benedetto                         | Venedig            | auch im Herbst 1772 im Königlichen Theater in Prag |  |
| Josef Mysliveček                           | 30. Mai 1775, Teatro San Carlo                             | Neapel             | erste Fassung |  |
| Josef Mysliveček                           | Karneval 1777, Hoftheater                                  | München            | zweite Fassung |  |
| Michele Mortellari                         | 25. Januar 1777, Teatro Interinale                         | Mailand            | anschließend auch im Teatro Sant’Agostino in Genua |  |
| Pasquale Anfossi                           | Himmelfahrt 1778, Teatro San Moisè                         | Venedig            | |  |
| Anton Adam Bachschmid                      | 1780, Hof von Raymund Anton von Strasoldo                  | Eichstätt          | |  |
| Venanzio Rauzzini (Pasticcio)              | 17. November 1781, King’s Theatre am Haymarket             | London             | |  |
| Giovanni Battista Levis                    | 1782                                                       | Alessandria        | |  |
| Giovanni Battista Calvi                    | Karneval 1784, Teatro dei Quattro Cavalieri Associati      | Pavia              | Auch im Frühjahr 1784 im Teatro Ducale della Cittadella in Piacenza |  |
| Gabriele Prota                             | Karneval 1784, Teatro Civico del Verzaro                   | Perugia            | |  |
| Antonio Pio                                | Karneval 1785, Teatro Argentina                            | Rom                | |  |
| Angelo Tarchi                              | 1789, Teatro Eretenio                                      | Vicenza            | auch überarbeitet im Teatro Nuovo in Vicenza; im Herbst 1793 im Teatro degli Avvalorati in Livorno; 1796 im Teatro dell’Accademia degli Erranti in Brescia                                                 |  |
| anonym                                     | 22. Januar 1796, Teatro della Pergola                      | Florenz            | |  |
| Filippo Celli                              | Karneval 1824, Teatro Argentina                            | Rom                | Auch zu Karneval 1830 im Teatro della Pergola in Florenz |  |
| Saverio Mercadante                         | 3. Februar 1827, Teatro Regio                              | Turin              | |  |

## Aufnahmen und Aufführungen in neuerer Zeit
In neuerer Zeit werden vor allem die Fassungen von Händel und Gluck gelegentlich aufgeführt. Von beiden sind mehrere Aufnahmen verfügbar. Auch die Fassung von Hasse ist auf CD erhältlich:
- Christoph Willibald Gluck:
  - 2007: CD. Neue Düsseldorfer Hofmusik, Leitung: Andreas Stoehr. Sänger: Max Emanuel Cenčić (Valentiniano), Mariselle Martinez (Fulvia), Matthias Rexroth (Ezio), Netta Or (Onoria), Mirko Roschkowski (Massimo), Andreas Post (Varo).[66]
  - 2008/2011: Konzertante Aufführung im Théâtre de Poissy und CD. Il complesso barocco, Leitung: Alan Curtis. Sänger: Max Emanuel Cenčić (Valentiniano), Ann Hallenberg (Fulvia), Sonia Prina (Ezio), Mayuko Karasawa (Onoria), Topi Lehtipuu (Massimo), Julian Prégardien (Varo).[67]
  - 2009: CD. Orchester der Ludwigsburger Schlossfestspiele, Leitung: Michael Hofstetter. Sänger: Ruth Sandhoff (Valentiniano), Kirsten Blaise (Fulvia), Franco Fagioli (Ezio), Sophie Marin-Degor (Onoria), Stefano Ferrari (Massimo), Netta Or (Varo).[68][69]
  - 2011: CD der Prager Fassung von 1750. Prager Symphonie-Orchester, Leitung: Jirí Petrdlík. Sänger: Michaela Srumová (Valentiniano), Eva Müllerová (Fulvia), Jana Levicová (Ezio), Yukiko Srejmová Kinjo (Onoria), Martin Srejma (Massimo), Ondrej Socha (Varo).[70]
- Georg Friedrich Händel:
  - 1854: Aufführung in der Société des Concerts du Conservatoire in Paris. Leitung: Narcisse Girard.[12]
  - 1926: Deutschsprachige Aufführung in Göttingen.[12]
  - diverse weitere Aufführungen.[12]
  - 1977: Schallplatte. Handel Opera Chamber Orchestra, Leitung: Charles Farncombe. Sänger: John York Skinner (Valentiniano), Hannah Francis (Fulvia), Anne Wilkens (Ezio), Anne Collins (Onoria), Kenneth Bowen (Massimo), Ian Comboy (Varo).[71]
  - 1995: CD (gekürzte Fassung). Manhattan Chamber Orchestra, Leitung: Richard Auldon Clark. Sänger: Raymond Pellerin (Valentiniano), Julianne Baird (Fulvia), D’Anna Fortunato (Ezio), Jennifer Lane (Onoria), Frederick Urrey (Massimo), Nathaniel Watson (Varo).[72]
  - 1995/2003: CD. Orchester der Berliner Kammeroper. Leitung: Brynmor Llewelyn Jones. Sänger: Linda Pavelka (Valentiniano), Lori McCann (Fulvia), Christopher Robson (Ezio), Barbara Schramm (Onoria), Mark Bowman (Massimo), Johannes Schwärsky (Varo).[73]
  - 2009: CD. Il complesso barocco, Leitung: Alan Curtis. Sänger: Sonia Prina (Valentiniano), Karina Gauvin (Fulvia), Ann Hallenberg (Ezio), Marianne Andersen (Onoria), Anicio Zorzi Giustiniani (Massimo), Vito Priante (Varo).[74]
  - 2009: Aufführung bei den Schwetzinger Festspielen. Kammerorchester Basel, Leitung: Atillio Cremonesi. Sänger: Rosa Bove (Valentiniano), Netta Or (Fulvia), Yosemeh Adjei (Ezio), Hilke Andersen (Onoria), Donát Havár (Massimo), Marcell Bakonyi (Varo).[75]
- Johann Adolph Hasse:
  - 1998: CD. Lukas-Consort, Leitung: Viktor Lukas. Sänger: Magda Černá (Valentiniano), Gabriella Brancaccio (Fulvia), Karin Wagenstaller (Ezio), Brigitte Lindner (Onoria), Renate Gola-Davies (Massimo).[76][77]

## Digitalisate
1. ↑  Johann Anton Koch: Des Herrn Abt Peter Metastasio Kayserl. Königl. Hofpoetens Dramatische Gedichte, aus dem Italiänischen übersetzt. Zweiter Band. Krauß, Frankfurt und Leipzig 1769 als Digitalisat beim Münchener Digitalisierungszentrum.
2. 1 2 3  Libretto (italienisch/deutsch) der Oper von Josef Mysliveček, München 1777 als Digitalisat beim Münchener Digitalisierungszentrum.
3. ↑  Libretto (italienisch) der Oper von Nicola Porpora, Venedig 1728 als Digitalisat beim Münchener Digitalisierungszentrum.
4. ↑  Libretto (italienisch)  der Oper von Luca Antonio Predieri, Mailand 1729. Digitalisat im Corago-Informationssystem der Universität Bologna.
5. ↑  Partitur der Oper von Johann Adolph Hasse als Digitalisat beim International Music Score Library Project.
6. ↑  Libretto (italienisch) der Oper von Riccardo Broschi, Turin 1731 als Digitalisat der Library of Congress.
7. ↑  Partitur der Oper von Georg Friedrich Händel, Leipzig 1880 (Friedrich Chrysander) als Digitalisat beim International Music Score Library Project.
8. ↑  Libretto (italienisch)  der Oper von Giovanni Battista Lampugnani, Piacenza 1738. Digitalisat im Corago-Informationssystem der Universität Bologna.
9. ↑  Libretto (italienisch)  der Oper von anonym, Modena 1740. Digitalisat im Corago-Informationssystem der Universität Bologna.
10. ↑  Libretto (italienisch)  der Oper von Niccolò Jommelli, Bologna 1741. Digitalisat im Corago-Informationssystem der Universität Bologna.
11. ↑  Libretto (italienisch) der Oper von Domenico Sarro, Neapel 1741 als Digitalisat beim Münchener Digitalisierungszentrum.
12. ↑  Libretto (italienisch) der Oper von Giuseppe Scarlatti, Lucca 1754 als Digitalisat im Museo internazionale e biblioteca della musica di Bologna.
13. ↑  Libretto (italienisch)  der Oper von Giovanni Battista Pescetti, Venedig 1759. Digitalisat im Corago-Informationssystem der Universität Bologna.
14. ↑  Libretto (italienisch)  der Oper von Niccolò Jommelli, Neapel 1748. Digitalisat im Corago-Informationssystem der Universität Bologna.
15. ↑  Libretto (italienisch/deutsch) der Pasticcio-Oper, Hamburg 1750 als Digitalisat bei der Niedersächsischen Staats- und Universitätsbibliothek Göttingen.
16. ↑  Libretto (italienisch/deutsch)  der Oper von Christoph Willibald Gluck, Prag 1750. Digitalisat im Corago-Informationssystem der Universität Bologna.
17. ↑  Libretto (italienisch)  der Oper von David Perez, Mailand 1750. Digitalisat im Corago-Informationssystem der Universität Bologna.
18. ↑  Libretto (italienisch)  der Oper von Tommaso Traetta, Padua 1765. Digitalisat im Corago-Informationssystem der Universität Bologna.
19. ↑  Libretto (italienisch/spanisch) der Oper von Tommaso Traetta, Barcelona 1767 als Digitalisat bei Google Books.
20. ↑  Libretto (italienisch) der Oper von Nicolò Conforto, Reggio nell’Emilia 1754 als Digitalisat beim Münchener Digitalisierungszentrum.
21. ↑  Partitur der Oper von Nicola Conforto, 1754 als Digitalisat beim International Music Score Library Project.
22. ↑  Libretto (italienisch/deutsch) der Oper von Carl Heinrich Graun, Berlin 1755 als Digitalisat bei der Staatsbibliothek zu Berlin.
23. ↑  Libretto (italienisch)  der Oper von Baldassare Galuppi, Mailand 1757. Digitalisat im Corago-Informationssystem der Universität Bologna.
24. ↑  Libretto (italienisch) der Oper von Florian Leopold Gassmann, Florenz 1761 als Digitalisat im Museo internazionale e biblioteca della musica di Bologna.
25. ↑  Libretto (italienisch)  der Oper von Ferdinando Bertoni, Venedig 1767. Digitalisat im Corago-Informationssystem der Universität Bologna.
26. ↑  Libretto (italienisch) der Oper von Felice Alessandri, Mailand 1782 als Digitalisat im Museo internazionale e biblioteca della musica di Bologna.
27. ↑  Partitur der Oper von Antonio Sacchini, 1771 als Digitalisat beim International Music Score Library Project.
28. ↑  Libretto (italienisch)  der Oper von Ignazio Platani, Modena 1772. Digitalisat im Corago-Informationssystem der Universität Bologna.
29. ↑  Libretto (italienisch)  der Oper von Josef Mysliveček, Neapel 1775. Digitalisat im Corago-Informationssystem der Universität Bologna.
30. ↑  Partitur der Oper von Josef Mysliveček, 1775 als Digitalisat beim International Music Score Library Project.
31. ↑  Libretto (italienisch) der Oper von Michele Mortellari, Mailand 1777 als Digitalisat im Museo internazionale e biblioteca della musica di Bologna.
32. ↑  Libretto (italienisch/deutsch) der Oper von Anton Adam Bachschmid, Eichstätt 1780 als Digitalisat der Universität der Universitätsbibliothek Eichstätt-Ingolstadt.
33. ↑  Libretto (italienisch) der Oper von Antonio Pio, Rom 1785 als Digitalisat im Museo internazionale e biblioteca della musica di Bologna.
34. ↑  Libretto (anonym) der anonymen Oper, Florenz 1796 als Digitalisat im Museo internazionale e biblioteca della musica di Bologna.
35. ↑  Libretto (italienisch) der Oper von Filippo Celli, Rom 1824 als Digitalisat im Museo internazionale e biblioteca della musica di Bologna.
36. ↑  Libretto (italienisch) der Oper von Saverio Mercadante, Turin 1827 als Digitalisat beim Münchener Digitalisierungszentrum.